# Hospital André Mignot
L'Hospital André-Mignot és un hospital docent de Le Chesnay. Forma part dé Centre Hospitalier de Versailles  i és hospital docent de la Universitat de Versalles Saint-Quentin-en-Yvelines.
Va ser creat el 1981.